# ジョン・マトゥザック
ジョン・ダニエル・マトゥザック（John Daniel Matuszak,  1950年10月25日 - 1989年6月17日）は、アメリカ合衆国ウィスコンシン州出身の俳優、アメリカンフットボール選手である。

## 来歴
1950年、ウィスコンシン州のミルウォーキーに生まれる。その後、一家でオーク・クリークという土地に移り住むが、細い体型であったことから幼少時代はクラスメイトから冷やかされることもあった。そのことから体を鍛えるようになり、学生時代には砲丸投でウィスコンシン州の選手権試合を勝ち抜いた経験もある。

### フットボール
大柄の体格を活かし、アメリカンフットボールの世界に飛び込み、ミズーリ大学コロンビア校の所属選手として活躍。しばらくしてフロリダ州のタンパ大学へ移籍し、同大学チームのスター選手として名を轟かせた。1973年にテキサス州ヒューストンに本拠地を置くヒューストン・オイラーズにドラフトされNFLでプロデビューを飾る。翌1974年、同じヒューストンが拠点のワールド・フットボール・リーグのヒューストン・テキサンズ（現在のNFLチームであるテキサンズとは無関係）にも参加するも試合中に同時に両リーグのチームに所属することへの禁止命令が出たため、わずか7プレーの出場に終わった。
1974年10月22日、カーリー・カルプや1975年のドラフト1巡指名権などとの交換でオイラーズからカンザスシティ・チーフスにトレードされた。この時トレードされたカルプは、バム・フィリップスヘッドコーチのもとで3-4ディフェンスのノーズタックルとして起用され、後にプロフットボール殿堂入りを果たすこととなる。
チーフスで1975年までプレーした彼は1976年にワシントン・レッドスキンズにトレードされたが短期間で解雇された。同年フリーエージェントでオークランド・レイダースと契約し、同チームがロサンゼルス移転後の1982年まで所属した。その間、第11回スーパーボウル、第15回スーパーボウルの優勝に貢献した。現役最終年の1982年は故障者リストで過ごした。
現役時代の彼はドラッグやアルコールの依存症であり、2005年1月にスポーツ・イラストレイテッドのウェブサイトには彼はNFL史上5本の指に入る悪童だったとされた。他の4人は、ドウェイン・トーマス、ジャック・テイタム、ジョー・ネイマス、ジョン・リギンズである。
1973年のNFLドラフト上位で指名された6名のうち、唯一オールプロファーストチームに選出されなかった。

### 俳優業
1979年に映画『ノース・ダラス40』で俳優デビュー。1981年にはビートルズのリンゴ・スター主演のコメディ映画『おかしなおかしな石器人』へ出演し、1980年代からコンスタントに俳優業を継続させている。
特にその名が知られているのは1985年にリチャード・ドナーが監督した少年たちによるアドベンチャー映画『グーニーズ』への出演で、マトゥザックは泥棒一家の末弟スロースを好演した。同役では撮影前に5時間の特殊メイクを施し、マトゥザックの素顔は見られないが、大柄な体格を活かした役柄となっている。それ以降も映画やテレビドラマなど、様々な作品へ出演し、俳優としての地位も確立した。
1987年には「特捜刑事マイアミ・バイス」の1エピソードにゲスト出演した。

### 死去
1989年、カリフォルニア州バーバンクにて、鎮痛剤の過剰摂取による心不全で死去。検死の際には血中からコカインも検出された。38歳だった。

## 出演作品

### 映画
- ノース・ダラス40 North Dallas Forty (1979)
- おかしなおかしな石器人 Caveman (1981)
- スペース・パイレーツ The Ice Pirates (1984)
- グーニーズ The Goonies (1985)
- Command 5 (1985)
- ワン・クレイジー・サマー One Crazy Summer (1986)
- Charlie Barnett's Terms of Enrollment (1986) ※ビデオ作品
- The Dirty Dozen: The Fatal Mission (1988) ※テレビ映画
- One Man Force (1989)
- ゴーストライター Ghost Writer (1989)
- The Princess and the Dwarf (1989)
- ダウン・ザ・ドレイン Down the Drain (1990)

### テレビドラマ
- マッシュ M*A*S*H (1982)
- Dr．トラッパー／サンフランシスコ病院物語 Trapper John, M.D. (1982)
- マット・ヒューストン Matt Houston (1983)
- 爆発!デューク The Dukes of Hazzard (1984)
- Hollywood Beat (1985)
- 俺たち賞金稼ぎ!!フォール・ガイ The Fall Guy (1985)
- Tall Tales & Legends (1986)
- 特攻野郎Aチーム The A-Team (1986)
- 特捜刑事マイアミ・バイス Miami Vice (1987)
- The Charmings (1987)
- Aaron's Way (1988)
- Perfect Strangers (1989)
- Heartbeat (1989)